# Bahrains Grand Prix 2022
Bahrains Grand Prix 2022 (officielt navn: Formula 1 Gulf Air Bahrain Grand Prix 2022) var et Formel 1-løb, som blev kørt den 20. marts 2022 på Bahrain International Circuit. Det var det første løb i Formel 1-sæsonen 2022, og 18. gang Bahrains Grand Prix blev arrangeret.
Charles Leclerc vandt ræset, hans første sejr siden Italiens Grand Prix 2019. Det var også første gang at Ferrari vandt både første- og andenplads siden Singapores Grand Prix 2019. Fra et dansk perspektiv var ræset især interessant, da det var Kevin Magnussens første ræs siden hans retur til Formel 1 kun få dage før.

## Kvalifikation
| Pos.               | Nr. | Kører             | Konstruktør           | Del 1    | Del 2    | Del 3    | Grid |
| ------------------ | --- | ----------------- | --------------------- | -------- | -------- | -------- | ---- |
| 1                  | 16  | Charles Leclerc   | Ferrari               | 1.31,471 | 1.30,932 | 1.30,558 | 1    |
| 2                  | 1   | Max Verstappen    | Red Bull Racing-RBPT  | 1.31,785 | 1.30,757 | 1.30,681 | 2    |
| 3                  | 55  | Carlos Sainz, Jr. | Ferrari               | 1.31,567 | 1.30,787 | 1.30,687 | 3    |
| 4                  | 11  | Sergio Pérez      | Red Bull Racing-RBPT  | 1.32,311 | 1.31,008 | 1.30,921 | 4    |
| 5                  | 44  | Lewis Hamilton    | Mercedes              | 1.32,285 | 1.31,048 | 1.31,238 | 5    |
| 6                  | 77  | Valtteri Bottas   | Alfa Romeo-Ferrari    | 1.31,919 | 1.31,717 | 1.31,560 | 6    |
| 7                  | 20  | Kevin Magnussen   | Haas-Ferrari          | 1.31,955 | 1.31,461 | 1.31,808 | 7    |
| 8                  | 14  | Fernando Alonso   | Alpine-Renault        | 1.32,346 | 1.31,621 | 1.32,195 | 8    |
| 9                  | 63  | George Russell    | Mercedes              | 1.32,269 | 1.31,252 | 1.32,216 | 9    |
| 10                 | 10  | Pierre Gasly      | AlphaTauri-RBPT       | 1.32,096 | 1.31,635 | 1.32,338 | 10   |
| 11                 | 31  | Esteban Ocon      | Alpine-Renault        | 1.32,041 | 1.31,782 | N/A      | 11   |
| 12                 | 47  | Mick Schumacher   | Haas-Ferrari          | 1.32,380 | 1.31,998 | N/A      | 12   |
| 13                 | 4   | Lando Norris      | McLaren-Mercedes      | 1.32,239 | 1.32,008 | N/A      | 13   |
| 14                 | 23  | Alexander Albon   | Williams-Mercedes     | 1:32,726 | 1:32,664 | N/A      | 14   |
| 15                 | 24  | Zhou Guanyu       | Alfa Romeo-Ferrari    | 1.32,493 | 1.33,543 | N/A      | 15   |
| 16                 | 22  | Yuki Tsunoda      | AlphaTauri-RBPT       | 1.32,750 | N/A      | N/A      | 16   |
| 17                 | 27  | Nico Hülkenberg   | Aston Martin-Mercedes | 1.32,777 | N/A      | N/A      | 17   |
| 18                 | 3   | Daniel Ricciardo  | McLaren-Mercedes      | 1.32,945 | N/A      | N/A      | 18   |
| 19                 | 18  | Lance Stroll      | Aston Martin-Mercedes | 1.33,032 | N/A      | N/A      | 19   |
| 20                 | 6   | Nicholas Latifi   | Williams-Mercedes     | 1.33,634 | N/A      | N/A      | 20   |
| 107%-tid: 1:37,873 |     |                   |                       |          |          |          |      |
| Kilde:             |     |                   |                       |          |          |          |      |

## Resultat
| Pos.                                                               | Nr. | Kører             | Konstruktør           | Omgange | Tid/Udgået      | Startpos. | Point |
| ------------------------------------------------------------------ | --- | ----------------- | --------------------- | ------- | --------------- | --------- | ----- |
| 1                                                                  | 16  | Charles Leclerc   | Ferrari               | 57      | 1:37.33,584     | 1         | 262   |
| 2                                                                  | 55  | Carlos Sainz, Jr. | Ferrari               | 57      | +5,598          | 3         | 18    |
| 3                                                                  | 44  | Lewis Hamilton    | Mercedes              | 57      | +9,675          | 5         | 15    |
| 4                                                                  | 63  | George Russell    | Mercedes              | 57      | +11,211         | 9         | 12    |
| 5                                                                  | 20  | Kevin Magnussen   | Haas-Ferrari          | 57      | +14,754         | 7         | 10    |
| 6                                                                  | 77  | Valtteri Bottas   | Alfa Romeo-Ferrari    | 57      | +16,119         | 6         | 8     |
| 7                                                                  | 31  | Esteban Ocon      | Alpine-Renault        | 57      | +19,423         | 11        | 6     |
| 8                                                                  | 22  | Yuki Tsunoda      | AlphaTauri-RBPT       | 57      | +20,386         | 16        | 4     |
| 9                                                                  | 14  | Fernando Alonso   | Alpine-Renault        | 57      | +22,390         | 8         | 2     |
| 10                                                                 | 24  | Zhou Guanyu       | Alfa Romeo-Ferrari    | 57      | +23,064         | 15        | 1     |
| 11                                                                 | 47  | Mick Schumacher   | Haas-Ferrari          | 57      | +32,574         | 12        |       |
| 12                                                                 | 18  | Lance Stroll      | Aston Martin-Mercedes | 57      | +45,873         | 19        |       |
| 13                                                                 | 23  | Alexander Albon   | Williams-Mercedes     | 57      | +53,932         | 14        |       |
| 14                                                                 | 3   | Daniel Ricciardo  | McLaren-Mercedes      | 57      | +54,975         | 18        |       |
| 15                                                                 | 4   | Lando Norris      | McLaren-Mercedes      | 57      | +56,335         | 13        |       |
| 16                                                                 | 6   | Nicholas Latifi   | Williams-Mercedes     | 57      | +1.01,795       | 20        |       |
| 17                                                                 | 27  | Nico Hülkenberg   | Aston Martin-Mercedes | 57      | +1.03,829       | 17        |       |
| 181                                                                | 11  | Sergio Pérez      | Red Bull Racing-RBPT  | 56      | Brændstofsystem | 4         |       |
| 191                                                                | 1   | Max Verstappen    | Red Bull Racing-RBPT  | 54      | Brændstofsystem | 2         |       |
| Ret                                                                | 10  | Pierre Gasly      | AlphaTauri-RBPT       | 44      | Power unit      | 10        |       |
| Hurtigste omgang: Charles Leclerc (Ferrari) - 1:34,570 (omgang 51) |     |                   |                       |         |                 |           |       |
| Kilde:                                                             |     |                   |                       |         |                 |           |       |

Noter
↑1 - Sergio Pérez og Max Verstappen udgik af ræset, men blev klassificeret som færdiggjort, i det at de havde kørt mere end 90% af ræset.
↑2 - Inkluderer point for hurtigste omgang.

## Stilling i mesterskaberne efter løbet
| Pos. | Kører            | Point |
| ---- | ---------------- | ----- |
| 1    | Charles Leclerc  | 26    |
| 2    | Carlos Sainz Jr. | 18    |
| 3    | Lewis Hamilton   | 15    |
| 4    | George Russell   | 12    |
| 5    | Kevin Magnussen  | 10    |

| Pos. | Konstruktør        | Point |
| ---- | ------------------ | ----- |
| 1    | Ferrari            | 44    |
| 2    | Mercedes           | 27    |
| 3    | Haas-Ferrari       | 10    |
| 4    | Alfa Romeo-Ferrari | 9     |
| 5    | Alpine-Renault     | 8     |